# 교황 인노첸시오 4세
교황 인노첸시오 4세(라틴어: Innocentius PP. IV, 이탈리아어: Papa Innocenzo IV)는 제180대 교황(재위: 1243년 6월 25일 ~ 1254년 12월 7일)이다. 본명은 시니발도 데 피에스키(이탈리아어: Sinibaldo de Fieschi)이다.

## 생애 초기
제노바 또는 마나롤라 태생인 시니발도는 라바냐 백작 우고 프레스키와 베아트리체 그릴로의 아들이다. 프레스키 가문은 리구리아의 귀족 상인 집안이었다. 시니발도는 파르마 대학교와 볼로냐 대학교에서 공부하였으며, 잠깐 볼로냐에서 교회법을 가르치기도 하였다. 그러나 아고스티노 파라비치니 발리아니는 시니발도가 교회법을 가르쳤다는 근거 자료가 없다고 주장하였다. 1216년부터 1227년까지 그는 파르마 대성당의 의전사제로 봉사하였다. 당대 최고의 교회법 학자들 중의 한 사람으로 손꼽혔던 그는 교황 호노리오 3세의 부름을 받아 로마 교황청에서 1226년 11월 11일부터 1227년 5월 30일까지 법률가로 근무하였다. 이후 그는 1227년 5월 31일 교황청 부상서원장으로 임명되었다가 추기경에 서임되었다.

## 추기경
부상서원장 시니발도는 1227년 9월 18일 교황 그레고리오 9세에 의해 산 로렌초 인 루치나 성당의 사제급 추기경에 서임되었다. 나중에 그는 1235년 10월 17일에 안코나의 총독으로 임명되어 1240년까지 재직하였다.
17세기 초에 그가 알벤가의 주교에 서임되었다는 이야기가 널리 퍼졌으나, 이에 대한 근거가 없다.
1241년 10월 25일 교황 첼레스티노 4세가 선출되었으나 불과 15일만 재임하고 선종하고 말았다. 따라서 인노첸시오 4세의 치세 동안 일어난 일들은 교황 인노첸시오 3세와 교황 호노리오 3세, 교황 그레고리오 9세의 정책들과 불가분의 관계에 있었다.
그레고리오 9세는 신성 로마 제국 황제 프리드리히 2세가 오스트리아와 이탈리아 통일의 일환으로 점거한 교황령의 영토를 반환할 것을 요구하던 와중에 불치병을 얻고 선종하였다. 그는 황제를 폐위시키기 위해 시노드를 소집했으나 프리드리히 황제는 시노드에 참석하려는 추기경 두 명을 체포하고 이어 교황청을 압박하였다. 두 명의 추기경이 생포되어 참석하지 못한 상태에서 즉시 콘클라베가 소집되어 첼레스티노 4세가 선출되었다. 첼레스티노 4세가 선종한 후 소집된 콘클라베는 황제에게 어떻게 대처할 것인가를 놓고 추기경들 사이에 의견이 양분되어 논쟁이 벌어졌다.

## 교황 선출과 황제와의 대립

인노첸시오 4세는 최초로 교황 문장을 사용한 교황으로 여겨진다.

교황 첼레스티노 4세의 선종 후 1년 반 동안 토론이 전개되었는데, 이 기간에는 교황이 존재하지 않았다. 1년 반 동안의 오랜 토론 끝에 추기경들은 만장일치로 새 교황을 선출하였다. 시니발도 추기경은 처음에는 극구 사양하다가 마지못해 1243년 6월 25일 교황직을 수락하고 인노첸시오 4세라는 이름을 선택하였다. 추기경 시절 시니발도는 프리드리히 2세가 파문된 이후에도 그와 우호적인 관계를 유지하였다. 프리드리히 2세 또한 시니발도와의 토론을 즐겨 하였으며, 그의 지혜에 크게 찬사를 보내기도 하였다.
시니발도의 선출 소식을 들은 프리드리히 2세는 절친한 추기경을 잃은 대신 사사건건 싸워야 하는 교황을 얻게 되었다며 재치 있게 비꼬았다.
프리드리히 2세는 농담이 들어간 비난에도 불구하고 인노첸시오 4세에게 보낸 편지에서는 공손한 언사로 축하하고 그의 성공적인 재위를 기원하면서 황제와 교황 간의 입장 차이가 원만하게 해결되기를 희망한다는 의견을 밝혔다. 그리하여 양자 간에 협상이 곧바로 시작되었으나 어떠한 결실도 맺지 못했다. 인노첸시오 4세는 롬바르디아가 베드로 세습령으로 회복되어야 한다는 자신의 요구를 철회하기를 거부했으며, 프리드리히 2세 역시 인노첸시오 4세의 입장을 수용하기를 거부하면서 양측의 대립 관계가 지속되었다.
황제의 교묘한 술책은 이탈리아, 특히 교황령에서 엄청난 반(反)교황 정서를 불러일으켰고, 황제의 대리인들은 교황의 통치에 반대하도록 여론을 부추겼다. 로마에서 자신의 입지가 얼마나 불안정한지를 알게 된 인노첸시오 4세는 1244년 6월 7일 서둘러 로마를 아무도 모르게 빠져나왔다. 인노첸시오 4세는 변장한 채 수트리와 치비타베키아를 거쳐 7월 7일 자신의 고향인 제노바에 도착하였다. 그리고 10월 5일에는 다시 제노바를 떠나 열렬한 환영을 받으며 프랑스로 피신했다. 1244년 11월 29일 리옹에 당도한 그는 그곳 지사들로부터 기꺼이 환영받았다.
프리드리히 2세의 추적을 피해 리옹에 안전한 정착지를 마련한 인노첸시오 4세는 1244년 12월 27일 강론 중에 전세계 주교들을 상대로 제13차 세계 공의회를 리옹에서 소집한다고 발표하였다. 그리하여 140명의 주교가 1245년 6월 28일, 7월 5일, 7월 17일 세 차례에 걸쳐 공의회에 참석하였다. 공의회에서 다루어진 중점 사안은 프리드리히 2세 황제의 압력을 물리치고 오스트리아와 이탈리아의 통일을 막는 것이었다.

## 탈무드에 대한 정책 완화
전임 교황 그레고리오 9세는 1239년 6월 9일 모든 프랑스 주교에게 서신을 보내 유대인들이 소지하고 있는 모든 탈무드 책을 압수하여 소각하라고 명령했다. 1240년 12월 31일 첫 토요일에 수사관들이 각 시나고그를 급습하여 책들을 압수해 도미니코회나 프란치스코회에서 보관하도록 하였다. 파리의 주교는 교황의 지시가 담긴 사본을 프랑스와 잉글랜드, 아라곤, 나바라, 키스티야, 레온, 포르투갈 등의 모든 주교에게 배포하라는 지시를 받았다. 1239년 6월 20일 파리의 주교와 도미니코회 총장, 프란치스코회 총장에게 보낸 또 다른 서신에서는 탈무드의 모든 필사본을 불태울 것을 요청하면서 이를 집행하는데 있어 어떠한 방해도 있어서는 안 된다고 당부하였다. 같은 날 그는 포르투갈 국왕에게 서신을 보내 모든 탈무드 필사본을 몰수해 도미니코회나 프란치스코회에 보낼 것을 요청하였다. 1240년 파리에서 열린 재판에서 프랑스 국왕 루이 9세는 이러한 교황의 서신들을 언급했으며, 결국 법정에서는 탈무드에 35건의 혐의를 인정하였다. 그리하여 차 24대분의 탈무드가 소각 처리되었다.
인노첸시오 4세 역시 재임 초반기에는 그레고리오 9세의 이러한 정책을 답습했다. 1244년 5월 9일 그는 루이 9세에게 서신을 보내 파리 대학교 학자들이 탈무드와 탈무드 주석들을 조사해 이단성이 있는 내용을 발견할 경우 소각할 것을 요청하였다. 그러나 일각에서는 이러한 정책이 유대교에 대해 관용적인 태도를 취하는 교회의 전통적인 입장과는 상반되는 것이라는 주장이 제기되었다. 1247년 7월 5일 인노첸시오 4세는 독일과 프랑스의 주교들에게 성직자와 평신도를 막론하고 유대인들의 재산을 불법적으로 갈취하는 일이 없도록 할 것과 부활 시기가 되면 유대인들이 어린이를 죽여 심장을 먹는다는 헛소문과 기타 다른 이유 때문에 그들이 부당한 공격을 받지 않도록 할 것을 지시하는 서한을 보냈다. 1247년 8월 2일 프랑스 왕에게 보낸 편지에서 인노첸시오 4세는 탈무드를 소각하기보다는 검열하는 것이 낫다는 의견을 보냄으로써 탈무드에 대한 입장을 번복하였다. 이러한 인노첸시오 4세의 입장은 투스쿨룸의 주교급 추기경이자 파리 대학교의 전직 총장이었던 샤토루의 오도의 불만을 샀다. 그럼에도 인노첸시오 4세는 이에 아랑곳하지 않고 자신의 입장을 계속 유지하였다.

## 제1차 리옹 공의회
1245년 소집된 제1차 리옹 공의회는 이전의 공의회들과 비교했을 때 참석자 수가 가장 적었다. 그렇지만 세 명의 총대주교와 라틴 제국의 황제가 참석했으며, 150명의 주교들 중 대부분은 프랑스와 스페인에서 온 이들이었다. 그들은 서둘러 공의회에 참석했으며, 인노첸시오 4세는 그들의 도움에 의지할 수 있었다. 스페인과 프랑스를 제외한 다른 서부 지역의 주교들은 프리드리히 2세의 보복을 받을까 두려워 공의회에 참석하지 못했으며, 헝가리 등 동부 지역에서는 몽골(타타르족)의 침입으로, 중동에서는 사라센족 때문에 올 수가 없었다.
공의회에서 프리드리히 2세의 입장은 수에사의 타데오가 대변했는데, 그는 황제가 과거에 한 모든 약속을 재차 확인했으나 교황이 이를 보증하라고 요구한 것에 대해서는 거절했다. 타데오는 교착 상태를 끝내기는커녕 7월 17일 공의회 교부들이 엄숙하게 황제의 파문과 퇴위를 선언하기로 의견을 모으자 경악하였다. 교황은 7월 17일 마지막 제3차 회기에서 황제를 파문하면서 동시에 폐위를 선언하였다. 황제에게는 서약 위반, 평화 파괴, 고위 성직자 감금, 이단 등 4가지 혐의가 적용됐다.

## 공의회 이후
이러한 공의회의 결정 소식에 유럽 전역이 크게 동요하였다. 이러한 정치적 혼란은 1250년 12월 프리드리히 2세가 사망하면서 진정되었으며, 인노첸시오 4세는 자신에게 가장 위협이 되는 숙적이 사라지자 이탈리아로 돌아갈 수 있었다. 그는 1251년 4월 19일 리옹을 떠나 5월 18일에 제노바에 당도하였다. 7월 1일에는 세 명의 추기경 및 콘스탄티노폴리스 라틴 총대주교와 함께 밀라노에 머물렀다. 그는 9월 중순까지 밀라노에 머무르다가 이후 볼로냐로 다시 길을 떠났다. 11월 5일 그는 페루자에 도착했다. 교황은 로마로 돌아갈 때 자신의 안전이 보장될 때까지 페루자에 머물렀다(1251년~1253년). 마침내 그는 1253년 10월 첫 주에 로마를 다시 보았다. 그는 1254년 4월 27일 로마를 떠나 아시시를 찾았고, 그다음에는 아나니를 찾았다. 그는 독일 황제이자 시칠리아 국왕인 프리드리히 2세의 영토 분쟁에 곧바로 뛰어들었다. 인노첸시오 4세는 호엔슈타우펜 왕가에 맞선 그레고리오 9세의 정책을 이어받아 호엔슈타우펜 왕가에 반대하는 모든 이들을 지지했다. 이러한 교황의 정책은 향후 이탈리아 반도가 분쟁에 휘말려 30년 간 지속되게 만들었다. 인노첸시오 4세는 프리드리히 2세의 아들 만프레디의 군대와의 전투에서 교황군이 패전했다는 소식을 듣고 1254년 12월 7일 나폴리에서 선종하였다.
1252년 5월 15일 인노첸시오 4세는 페루자에 머물러 있을 적에 종교재판에서 고문을 허락하는 것을 포함해 36조항의 법으로 구성된 교황 칙서 《근절시키기 위해》(Ad extirpanda)를 발표하였다.

## 법인 개념 창시
인노첸시오 4세는 법인이라는 개념을 고안한 인물로 여겨지고 있다. 그는 청빈을 서약한 탁발수도회가 운영되기 위해서는 사유재산을 소유해야 한다는 곤란한 문제를 해결하기 위해 ‘가공의 인격’인 법인 개념을 인정하고 이를 재산의 소유주로 지정할 수 있게 하였다. 그리하여 수도원과 대학이 하나의 법인격으로 활동할 수 있게 되었으며 사유재산을 가질 수 없는 수도자들이 청빈의 서약을 파기하지 않아도 되었다.

## 외교 관계
전임자인 인노첸시오 3세와 마찬가지로 인노첸시오 4세 역시 스스로 그리스도의 대리자로서 지상의 어떤 왕들보다도 더 강한 권위를 갖고 있다고 보았다. 그는 세속의 문제에 개입하는 것에 전혀 주저하지 않았다. 그는 산슈 2세의 동생 아폰수의 요청으로 그의 폐위를 승인하였다. 뒤이어 포르투갈의 왕으로 즉위한 아폰수는 아폰수 3세가 되었다. 인노첸시오 4세는 또한 보헤미아 왕의 아들 오타카르를 보호하였다. 교황은 심지어 캔터베리 대주교이자 잉글랜드의 수석 주교인 에드먼드 리치를 괴롭히고 공석 상태인 교구의 수입과 성직록을 교회에 양도하지 않고 왕실 금고로 가져가는 등의 행동을 저지르는 행동 탓에 잉글랜드의 귀족들은 물론 주교들과도 대립한 헨리 2세 국왕의 편을 들기도 하였다.
몽골의 호전적인 기질을 우려한 인노첸시오 4세는 몽골 제국에 교황 대사를 파견해 그들과 협정을 맺으려는 시도를 하였다. 인노첸시오 4세는 그리스도의 대리자로서 자신이 비그리스인들도 통치할 수 있으며, 심지어 그들이 십계명 중 하나라고 어길 경우 처벌할 수 있다는 교령을 반포하였다. 이 정책은 실제로 실행에 옮겨지지 않고 이론상으로만 그쳤으며, 결국 몇 세기가 지난 후에 거부되었다.
교황령에서는 세금이 인상되어 백성들이 크게 불만을 가졌다.
인노첸시오 4세는 아시시의 클라라가 세운 프란치스코 제2회인 클라라회의 규칙이 당시 어느 수도회보다도 엄격하고 가난하여 우려하였으나 결국 1253년 8월에 승인하였다.

### 몽골과의 접촉

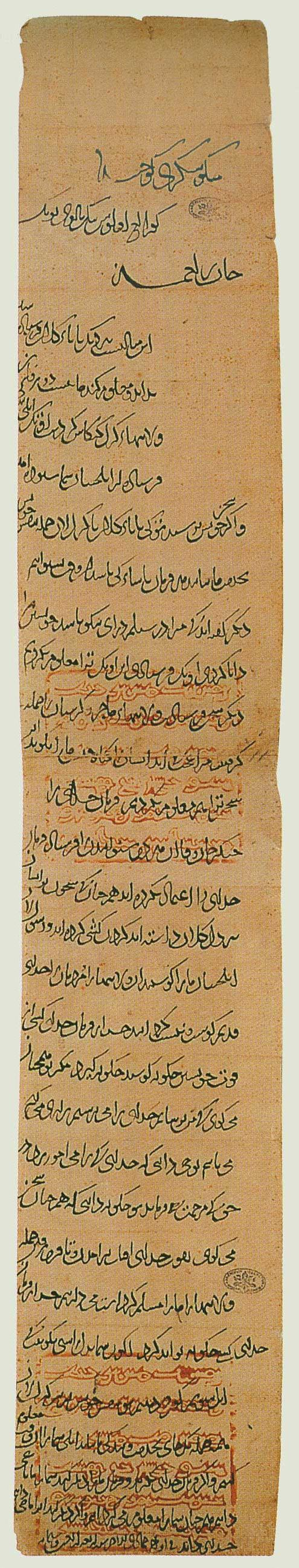
1246년 교황 인노첸시오 4세 앞으로 보낸 귀위크 칸의 편지

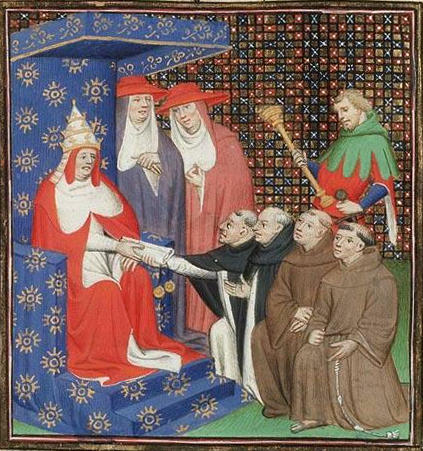
도미니코회와 프란치스코회 수사들을 타타르족(몽골)에게 보내는 교황 인노첸시오 4세

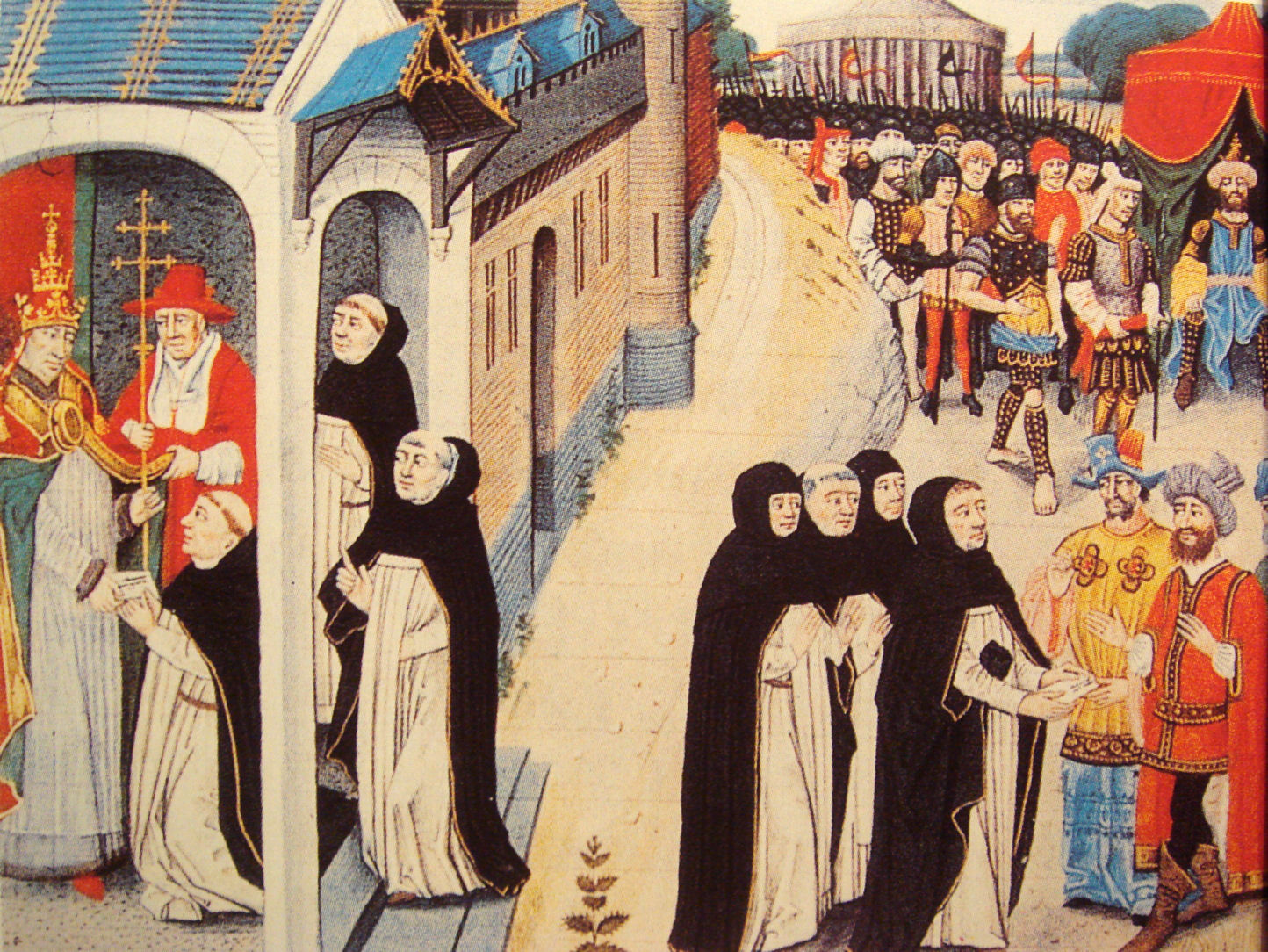
교황 인노첸시오 4세로부터 친서를 받은 롬바르디아의 아셸랭이 이를 몽골 장군 바이주에게 전달한다.

1245년 인노첸시오 4세는 조반니 다 플라노 카르피나와 폴란드의 베네딕트를 자신의 친서와 함께 ‘타타르인의 황제’에게 사절로 보냈다. 교황의 서찰에는 몽골의 통치자에게 그리스도교 신자가 될 것을 권장하고 유럽에 대한 공격을 멈추라는 요구사항이 담겨 있었다. 귀위크 칸은 1246년 답신을 보냈는데, 교황과 유럽의 군주들에게 복종할 것을 요구하였다. 이 편지는 현재 바티칸 도서관에 소장되어 있다.
1245년 인노첸시오 4세는 롬바르디아의 아셸랭을 다시 한 번 사절로 임명해 파견하였다. 아셸랭은 1246년 카스피해 인근에 있는 또다른 몽골 지도자 바이주와 만나 교황의 친서를 전달하였다. 바이주의 답신 역시 귀위크 칸과 별다르지 않았으나 이번에는 몽골에서 온 두 사신 아이베그와 세르지스가 당시 교황이 있는 리옹까지 찾아왔다. 귀위크 칸은 교황에게 몽골 제국의 수도인 카라코룸까지 직접 가서 몽골의 황제에게 입조하고 야삭을 들으라고 요구하였다. 사절단은 1248년에 인노첸시오 4세를 만났는데, 이 자리에서 인노첸시오 4세는 몽골인들에게 그리스도인들을 죽이는 행위를 멈출 것을 재차 호소했다.
인노첸시오 4세는 1245년에 몽골에 다시 한 번 사절단을 보냈는데, 처음에 보낸 사절은 앙드레 드 롱주모였으며, 포르투갈의 로랑을 끝으로 중단되었다.

## 말년과 죽음
인노첸시오 4세는 재위 말년을 대부분의 귀족들이 프리드리히 2세의 후계자로 인식한 그의 아들 만프레디를 타도하는데 전념하였다. 당초에 그는 시칠리아 왕국 전체를 교황령에 편입시키고자 했으나 그를 위해 필요한 경제적·정치적 힘이 부족했다. 결국 그는 앙주와 샤를과의 합의가 실패하자 1254년 5월 14일 잉글랜드 왕 헨리 3세의 9살짜리 아들 에드먼드에게 시칠리아 왕국을 수여하였다.
같은 해, 인노첸시오 4세는 프리드리히 2세의 또다른 아들인 독일 왕 콘라트 4세를 파문했는데, 에드먼드가 책봉된 지 며칠 지나서 사망하였다. 콘라트 4세는 유언으로 자기 아들 콘라딘의 후견인으로 교황에게 맡겼다. 인노첸시오 4세는 1254년 6월 초에 아나니로 거처를 옮기고 만프레디가 어떻게 반응할지를 기다렸다. 만프레디는 에드먼드의 위협에 대항할 시간을 벌기 위해 이탈리아 남부 교황 대리 칭호를 받아들였다. 그리하여 인노첸시오 4세는 잠시나마 (적어도 명분상으로는) 이탈리아 반도 대부분의 통치자로 머무를 수 있었다. 하지만 그는 10월 23일 아말피로 하여금 시칠리아 왕국 대신에 교황에게 충성 서약을 하게 함으로써 자신의 힘을 지나치게 과시하였다. 만프레디는 즉시 10월 26일 테아노에서 벗어나 자신의 사라센 군대가 있는 루체라에 진지를 세웠다.
만프레디는 기가 죽기는커녕 교황의 공격에 조직적으로 저항하였다. 충직한 사라센 군대를 동원해 그는 반항적인 귀족들과 도시들을 굴복시켜 나갔다. 만프레디가 자신에게 복종할 의사가 없다는 것을 확인한 인노첸시오 4세는 만프레디의 군대에 대응하기 위해 교황군에게 명령을 내려 8월 8일 자신의 여름 별장이 있는 아나니 남쪽에 주둔하도록 하였다. 1254년 10월 27일 교황은 나폴리에 입성하였다. 인노첸시오 4세는 나폴리에 머물던 중 몸이 안 좋아져 병상에 누워 있던 와중에 12월 2일 포자에서 만프레디의 군대가 자신의 조카이자 새 교황 사절인 굴리엘모 피에스키 추기경이 지휘한 교황군을 상대로 승리했다는 소식을 들었다. 이 소식은 인노첸시오 4세에게 충격을 주어 1254년 12월 7일 그의 죽음을 재촉시킨 것으로 전해진다. 교황군의 패전 소식에서 교황의 선종까지는 불과 몇 개월 밖에 걸리지 않았다.
한편 인노첸시오 4세는 교황으로 선출된지 얼마 되지 않아서 자신의 조카인 오피초를 안티오키아 라틴 총대주교에 서임하였으며, 1251년 12월에는 또 다른 조카 오토부오노를 산 안드리아노 성당의 부제급 추기경에 서임하였다. 오토부오노는 훗날 1276년 교황 하드리아노 5세가 되었다.

## 같이 보기
- 피에스키가
- 교황 목록